# Liga I 2016-2017
Sezonul 2016-2017 al Ligii I (cunoscută și sub numele de Liga 1 Orange din motive de sponsorizare) a fost cea de-a 99-a ediție a Campionatului de Fotbal al României, și a 79-a de la introducerea sistemului divizionar. A început pe 23 iulie 2016 și s-a încheiat la 5 iunie 2017. Echipa Viitorul Constanța a devenit campioană pentru prima oară în istoria sa. Prin această performanță, orașul Ovidiu a devenit cel mai mic oraș din istoria Campionatului de Fotbal al României care are o campioană națională de fotbal.

## Echipe
Sezonul 2016-2017 este al doilea sezon alcătuit din 14 echipe, jucându-se în sistem play-off și play-out. Primele șase echipe joacă play-off, iar ultimele opt joacă play-out. Ultimele două retrogradează în Liga a II-a. Primele două vor juca în Liga Campionilor, iar următoarele două în Europa League.
Ultimele două echipe din sezonul 2015-2016, ACS Poli Timișoara și Petrolul Ploiești, au retrogradat în Liga a II-a. Primele echipe din cele două divizii ale ligii a II-a, Gaz Metan Mediaș și Rapid București au promovat în Liga I.
Pe 21 iulie 2016, Rapid București a fost exclusă din Liga I după intrarea clubului în faliment. Locul a fost ocupat de către ACS Poli Timișoara.

### Barajul de promovare/menținere
Barajul pentru deciderea ultimei echipe din acest sezon de Liga I a fost disputat dintre ocupanta locului 12 din Liga I 2015-2016, FC Voluntari, și ocupanta locului 3 din Liga a II-a 2015-2016, UTA Arad. La finalul celor două manșe, Voluntari și-a păstrat poziția în Liga I.
| Echipa 1  | Scor gen. | Echipa 2 | Tur | Retur |
| --------- | --------- | -------- | --- | ----- |
| Voluntari | 3–1       | UTA Arad | 3–0 | 0–1   |

### Stadioane
| Steaua București   | ACS Poli Timișoara | Pandurii Târgu Jiu | CFR Cluj                 |
| ------------------ | --- | --- | ------------------------ |
| Arena Națională    | Dan Păltinișanu | Municipal | Dr. Constantin Rădulescu |
| Capacitate: 55.634 | Capacitate: 32.972 | Capacitate: 20.054 | Capacitate: 17.408       |
|                    | | |                          |
| Dinamo București   | BucureștiAstraBotoșaniCFRConcordiaCraiovaGaz MetanPanduriiPoli IașiACS PoliTârgu MureșViitorulVoluntariEchipele din București: · Dinamo · FCSBLiga I 2016-2017 (România) DinamoSteaua Locația echipelor din București. | BucureștiAstraBotoșaniCFRConcordiaCraiovaGaz MetanPanduriiPoli IașiACS PoliTârgu MureșViitorulVoluntariEchipele din București: · Dinamo · FCSBLiga I 2016-2017 (România) DinamoSteaua Locația echipelor din București. | CSM Politehnica Iași     |
| Dinamo             | BucureștiAstraBotoșaniCFRConcordiaCraiovaGaz MetanPanduriiPoli IașiACS PoliTârgu MureșViitorulVoluntariEchipele din București: · Dinamo · FCSBLiga I 2016-2017 (România) DinamoSteaua Locația echipelor din București. | BucureștiAstraBotoșaniCFRConcordiaCraiovaGaz MetanPanduriiPoli IașiACS PoliTârgu MureșViitorulVoluntariEchipele din București: · Dinamo · FCSBLiga I 2016-2017 (România) DinamoSteaua Locația echipelor din București. | Emil Alexandrescu        |
| Capacitate: 15.032 | BucureștiAstraBotoșaniCFRConcordiaCraiovaGaz MetanPanduriiPoli IașiACS PoliTârgu MureșViitorulVoluntariEchipele din București: · Dinamo · FCSBLiga I 2016-2017 (România) DinamoSteaua Locația echipelor din București. | BucureștiAstraBotoșaniCFRConcordiaCraiovaGaz MetanPanduriiPoli IașiACS PoliTârgu MureșViitorulVoluntariEchipele din București: · Dinamo · FCSBLiga I 2016-2017 (România) DinamoSteaua Locația echipelor din București. | Capacitate: 11.390       |
|                    | BucureștiAstraBotoșaniCFRConcordiaCraiovaGaz MetanPanduriiPoli IașiACS PoliTârgu MureșViitorulVoluntariEchipele din București: · Dinamo · FCSBLiga I 2016-2017 (România) DinamoSteaua Locația echipelor din București. | BucureștiAstraBotoșaniCFRConcordiaCraiovaGaz MetanPanduriiPoli IașiACS PoliTârgu MureșViitorulVoluntariEchipele din București: · Dinamo · FCSBLiga I 2016-2017 (România) DinamoSteaua Locația echipelor din București. |                          |
| Astra Giurgiu      | BucureștiAstraBotoșaniCFRConcordiaCraiovaGaz MetanPanduriiPoli IașiACS PoliTârgu MureșViitorulVoluntariEchipele din București: · Dinamo · FCSBLiga I 2016-2017 (România) DinamoSteaua Locația echipelor din București. | BucureștiAstraBotoșaniCFRConcordiaCraiovaGaz MetanPanduriiPoli IașiACS PoliTârgu MureșViitorulVoluntariEchipele din București: · Dinamo · FCSBLiga I 2016-2017 (România) DinamoSteaua Locația echipelor din București. | Târgu Mureș              |
| Marin Anastasovici | BucureștiAstraBotoșaniCFRConcordiaCraiovaGaz MetanPanduriiPoli IașiACS PoliTârgu MureșViitorulVoluntariEchipele din București: · Dinamo · FCSBLiga I 2016-2017 (România) DinamoSteaua Locația echipelor din București. | BucureștiAstraBotoșaniCFRConcordiaCraiovaGaz MetanPanduriiPoli IașiACS PoliTârgu MureșViitorulVoluntariEchipele din București: · Dinamo · FCSBLiga I 2016-2017 (România) DinamoSteaua Locația echipelor din București. | Trans-Sil                |
| Capacitate: 8.500  | BucureștiAstraBotoșaniCFRConcordiaCraiovaGaz MetanPanduriiPoli IașiACS PoliTârgu MureșViitorulVoluntariEchipele din București: · Dinamo · FCSBLiga I 2016-2017 (România) DinamoSteaua Locația echipelor din București. | BucureștiAstraBotoșaniCFRConcordiaCraiovaGaz MetanPanduriiPoli IașiACS PoliTârgu MureșViitorulVoluntariEchipele din București: · Dinamo · FCSBLiga I 2016-2017 (România) DinamoSteaua Locația echipelor din București. | Capacitate: 8.200        |
|                    | BucureștiAstraBotoșaniCFRConcordiaCraiovaGaz MetanPanduriiPoli IașiACS PoliTârgu MureșViitorulVoluntariEchipele din București: · Dinamo · FCSBLiga I 2016-2017 (România) DinamoSteaua Locația echipelor din București. | BucureștiAstraBotoșaniCFRConcordiaCraiovaGaz MetanPanduriiPoli IașiACS PoliTârgu MureșViitorulVoluntariEchipele din București: · Dinamo · FCSBLiga I 2016-2017 (România) DinamoSteaua Locația echipelor din București. |                          |
| Gaz Metan Mediaș   | BucureștiAstraBotoșaniCFRConcordiaCraiovaGaz MetanPanduriiPoli IașiACS PoliTârgu MureșViitorulVoluntariEchipele din București: · Dinamo · FCSBLiga I 2016-2017 (România) DinamoSteaua Locația echipelor din București. | BucureștiAstraBotoșaniCFRConcordiaCraiovaGaz MetanPanduriiPoli IașiACS PoliTârgu MureșViitorulVoluntariEchipele din București: · Dinamo · FCSBLiga I 2016-2017 (România) DinamoSteaua Locația echipelor din București. | FC Botoșani              |
| Gaz Metan          | BucureștiAstraBotoșaniCFRConcordiaCraiovaGaz MetanPanduriiPoli IașiACS PoliTârgu MureșViitorulVoluntariEchipele din București: · Dinamo · FCSBLiga I 2016-2017 (România) DinamoSteaua Locația echipelor din București. | BucureștiAstraBotoșaniCFRConcordiaCraiovaGaz MetanPanduriiPoli IașiACS PoliTârgu MureșViitorulVoluntariEchipele din București: · Dinamo · FCSBLiga I 2016-2017 (România) DinamoSteaua Locația echipelor din București. | Municipal                |
| Capacitate: 7.814  | BucureștiAstraBotoșaniCFRConcordiaCraiovaGaz MetanPanduriiPoli IașiACS PoliTârgu MureșViitorulVoluntariEchipele din București: · Dinamo · FCSBLiga I 2016-2017 (România) DinamoSteaua Locația echipelor din București. | BucureștiAstraBotoșaniCFRConcordiaCraiovaGaz MetanPanduriiPoli IașiACS PoliTârgu MureșViitorulVoluntariEchipele din București: · Dinamo · FCSBLiga I 2016-2017 (România) DinamoSteaua Locația echipelor din București. | Capacitate: 7.782        |
|                    | BucureștiAstraBotoșaniCFRConcordiaCraiovaGaz MetanPanduriiPoli IașiACS PoliTârgu MureșViitorulVoluntariEchipele din București: · Dinamo · FCSBLiga I 2016-2017 (România) DinamoSteaua Locația echipelor din București. | BucureștiAstraBotoșaniCFRConcordiaCraiovaGaz MetanPanduriiPoli IașiACS PoliTârgu MureșViitorulVoluntariEchipele din București: · Dinamo · FCSBLiga I 2016-2017 (România) DinamoSteaua Locația echipelor din București. |                          |
| CS U Craiova       | Concordia Chiajna | FC Voluntari | Viitorul Constanța       |
| Extensiv           | Concordia | Anghel Iordănescu | Viitorul                 |
| Capacitate: 7.000  | Capacitate: 5.123 | Capacitate: 4.600 | Capacitate: 4.554        |
|                    | | |                          |

1. ↑  Pandurii s-a mutat pe Stadionul Municipal din Drobeta-Turnu Severin pentru acest sezoane, ca urmare a renovărilor Stadionului Tudor Vladimirescu.
2. ↑  CS U Craiova a fost mutată pe Stadionul Extensiv pentru acest sezon, ca urmare a demolării vechiului Stadion Ion Oblemenco, care este planificat să fie înlocuit cu o arenă modernă, noul stadion Ion Obelmenco.

### Personal și statistici
Note:
- Datele statistice sunt bazate pe ceea indică forurile competente de conducere, LPF și UEFA.

| Echipă             | Ultima promovare | Clasament 2015-16 | Antrenor (numire)           | Căpitan             | Sezoane în Liga I |
| ------------------ | ---------------- | ----------------- | --------------------------- | ------------------- | ----------------- |
| Astra Giurgiu      | 2009             | 1                 | Marius Șumudică (2015)      | Júnior Morais       | 13                |
| Steaua București   | 1947             | 2                 | Laurențiu Reghecampf (2015) | Denis Alibec        | 68                |
| Pandurii           | 2005             | 3                 | Flavius Stoican (2017)      | Bogdan Ungurușan    | 11                |
| Dinamo             | 1948             | 4                 | Cosmin Contra (2017)        | Antun Palić         | 67                |
| Viitorul Constanța | 2012             | 5                 | Gheorghe Hagi (2014)        | Romario Benzar      | 4                 |
| ASA Târgu Mureș    | 2014             | 6                 | Ionel Ganea (2017)          | Gabriel Mureșan     | 4                 |
| CSMS Iași          | 2014             | 7                 | Eugen Neagoe (2016)         | Ionuț Voicu         | 31                |
| CSU Craiova        | 2014             | 8                 | Gheorghe Mulțescu (2016)    | Andrei Ivan         | 2                 |
| Botoșani           | 2013             | 9                 | Leontin Grozavu (2016)      | Gabriel Vașvari     | 3                 |
| CFR Cluj           | 2004             | 10                | Vasile Miriuță (2016)       | Camora              | 21                |
| Chiajna            | 2011             | 11                | Dan Alexa (2016)            | Cristian Bălgrădean | 5                 |
| Voluntari          | 2015             | 12                | Claudiu Niculescu (2017)    | Vasile Maftei       | 1                 |
| ACS Poli           | 2015             | 13                | Ionuț Popa (2016)           | Marius Croitoru     | 2                 |
| Gaz Metan          | 2016             | 1S2 (Liga a II-a) | Cristian Pustai (2016)      | Ionuț Buzean        | 10                |

Legendă culori
     Astra Giurgiu a participat în șaisprezecimile UEFA Europa League 2016-2017, după ce a trecut și prin turul trei preliminar al Ligii Campionilor 2016-2017
     Steaua București a participat în faza grupelor UEFA Europa League 2016-2017, după ce a trecut și prin play-off-ul Ligii Campionilor 2016-2017
     Pandurii Târgu Jiu și Viitorul au participat în al treilea tur preliminar al UEFA Europa League 2016-2017
     CSMS Iași a participat în al doilea tur preliminar al UEFA Europa League 2016-2017
     Promovată din Liga a II-a 2015-2016

## Schimbări de antrenori
| Echipă    | Fost antrenor         | Modul de plecare         | Data plecării     | Poziția echipei | Noul antrenor         | Data intrării în funcție |
| --------- | --------------------- | ------------------------ | ----------------- | --------------- | --------------------- | ------------------------ |
| Dinamo    | Mircea Rednic         | Înțelegere cu echipa     | 20 mai 2015       | Presezon        | Ioan Andone           | 23 mai 2016              |
| U Craiova | Victor Naicu          | Sfârșitul contractului   | 31 mai 2016       | Presezon        | Gheorghe Mulțescu     | 9 iunie 2016             |
| ASA       | George Ciorceri       | Sfârșitul contractului   | 31 mai 2016       | Presezon        | Dario Bonetti         | 17 iunie 2016            |
| Pandurii  | Eduard Iordănescu     | Sfârșitul contractului   | 31 mai 2016       | Presezon        | Petre Grigoraș        | 26 iunie 2016            |
| Concordia | Adrian Falub          | Sfârșitul contractului   | 31 mai 2016       | Presezon        | Emil Săndoi           | 28 iunie 2016            |
| CFR Cluj  | Toni Conceição        | Înțelegere cu echipa     | 27 iunie 2015     | Presezon        | Vasile Miriuță        | 27 iunie 2015            |
| ASA       | Dario Bonetti         | Înțelegere cu echipa     | 6 august 2016     | 13              | Dan Alexa             | 11 august 2016           |
| Iași      | Nicolò Napoli         | Demis                    | 7 octombrie 2016  | 9               | Eugen Neagoe          | 8 octombrie 2016         |
| Concordia | Emil Săndoi           | Înțelegere cu echipa     | 1 noiembrie 2016  | 11              | Emil Ursu (interimar) | 6 noiembrie 2016         |
| Concordia | Emil Ursu (interimar) | Încheierea interimatului | 23 decembrie 2016 | 12              | Dan Alexa             | 23 decembrie 2016        |
| ASA       | Dan Alexa             | Înțelegere cu echipa     | 22 decembrie 2016 | 13              | Ilie Stan             | 28 decembrie 2016        |
| Pandurii  | Petre Grigoraș        | Demis                    | 9 ianuarie 2017   | 11              | Flavius Stoican       | 11 ianuarie 2017         |
| Dinamo    | Ioan Andone           | Demis                    | 14 februarie 2017 | 6               | Cosmin Contra         | 17 februarie 2017        |
| ASA       | Ilie Stan             | Înțelegere cu echipa     | 20 martie 2017    | 14              | Ionuț Chirilă         | 24 martie 2017           |
| Voluntari | Dinu Todoran          | Înțelegere cu echipa     | 2 aprilie 2017    | 10              | Claudiu Niculescu     | 3 aprilie 2017           |
| ASA       | Ionuț Chirilă         | Demis                    | 12 aprilie 2017   | 14              | Ionel Gabea           | 15 aprilie 2017          |

## Sezonul regular

### Meciurile sezonului regular
În sezonul regular, cele 14 echipe s-au întâlnit de două ori, un total de 26 de meciuri pe echipă, partea de sus, primele 6, au avansat în play-off și partea de jos, restul de 8, au intrat în play-out.
| Oaspeți ► Gazde ▼                          | ACS | AST | BOT | CFR | CON | IAS | CSU | DIN | FCSB | GAZ | PAN | TGM | VII | VOL |
| ------------------------------------------ | --- | --- | --- | --- | --- | --- | --- | --- | ---- | --- | --- | --- | --- | --- |
| ACS Poli Timișoara                         | —   | 2–0 | 0–5 | 1–1 | 1–1 | 2–1 | 3–2 | 1–2 | 0–1  | 1–1 | 1–3 | 0–1 | 1–0 | 1–0 |
| Astra Giurgiu                              | 3–1 | —   | 3–0 | 1–2 | 1–1 | 1–0 | 1–2 | 1–4 | 1–0  | 0–2 | 2–0 | 1–0 | 1–0 | 1–1 |
| Botoșani                                   | 2–0 | 0–0 | —   | 3–1 | 1–1 | 1–3 | 1–0 | 2–1 | 0–2  | 0–0 | 3–1 | 4–2 | 1–2 | 0–1 |
| CFR Cluj                                   | 2–2 | 5–1 | 1–0 | —   | 2–0 | 1–0 | 0–0 | 0–0 | 1–1  | 1–1 | 0–1 | 2–0 | 1–0 | 5–0 |
| Concordia Chiajna                          | 0–2 | 1–3 | 0–2 | 1–2 | —   | 0–0 | 0–0 | 2–1 | 1–0  | 1–0 | 0–0 | 1–2 | 1–2 | 0–4 |
| CSM Politehnica Iași                       | 0–1 | 2–3 | 0–1 | 1–2 | 1–0 | —   | 2–1 | 3–1 | 0–2  | 3–1 | 3–2 | 0–0 | 0–0 | 1–2 |
| CS U Craiova                               | 2–0 | 0–1 | 1–0 | 2–1 | 1–1 | 2–0 | —   | 2–1 | 1–2  | 1–0 | 2–1 | 2–1 | 2–1 | 5–0 |
| Dinamo București                           | 2–1 | 2–2 | 1–0 | 0–2 | 0–1 | 3–1 | 2–1 | —   | 3–1  | 1–1 | 4–0 | 1–0 | 1–2 | 3–1 |
| FC Steaua București                        | 1–0 | 1–0 | 0–0 | 1–2 | 1–0 | 1–1 | 2–1 | 1–1 | —    | 0–1 | 3–1 | 1–1 | 2–0 | 2–2 |
| Gaz Metan Mediaș                           | 1–1 | 0–1 | 0–0 | 1–2 | 3–1 | 2–1 | 2–2 | 4–0 | 1–1  | —   | 1–3 | 2–1 | 2–1 | 1–0 |
| Pandurii Târgu Jiu                         | 2–2 | 0–0 | 2–1 | 1–1 | 0–1 | 1–1 | 2–1 | 0–2 | 0–1  | 2–5 | —   | 1–0 | 0–1 | 1–1 |
| Târgu Mureș                                | 0–0 | 0–2 | 2–0 | 1–3 | 0–1 | 0–3 | 0–2 | 2–1 | 1–1  | 1–3 | 3–0 | —   | 0–2 | 0–0 |
| Viitorul Constanța                         | 5–0 | 1–0 | 3–1 | 2–1 | 2–1 | 1–0 | 2–0 | 1–1 | 1–3  | 1–1 | 3–0 | 3–1 | —   | 2–1 |
| Voluntari                                  | 4–1 | 1–2 | 4–2 | 2–1 | 1–0 | 0–1 | 0–1 | 1–2 | 2–3  | 1–0 | 0–0 | 1–1 | 0–1 | —   |
| Câștigă gazdele; Remiză; Câștigă oaspeții. |     |     |     |     |     |     |     |     |      |     |     |     |     |     |

### Clasamentul sezonului regular
| Loc | Echipă             | Pct. | MJ | V  | E | Î  | GM | GP | DG  | Calificare             |
| --- | ------------------ | ---- | -- | -- | - | -- | -- | -- | --- | ---------------------- |
| 1.  | Viitorul Constanța | 51   | 26 | 16 | 3 | 7  | 39 | 22 | +17 | Calificare în Play-off |
| 2.  | FCSB               | 47   | 26 | 13 | 8 | 5  | 34 | 22 | +12 | Calificare în Play-off |
| 3.  | Astra Giurgiu      | 44   | 26 | 13 | 5 | 8  | 32 | 28 | +4  | Calificare în Play-off |
| 4.  | CFR Cluj           | 43   | 26 | 14 | 7 | 5  | 42 | 23 | +19 | Calificare în Play-off |
| 5.  | CSU Craiova        | 43   | 26 | 13 | 4 | 9  | 36 | 26 | +10 | Calificare în Play-off |
| 6.  | Dinamo             | 41   | 26 | 12 | 5 | 9  | 40 | 33 | +7  | Calificare în Play-off |
| 7.  | Gaz Metan          | 39   | 26 | 10 | 9 | 7  | 36 | 27 | +9  | Calificare în Play-out |
| 8.  | Botoșani           | 32   | 26 | 9  | 5 | 12 | 30 | 31 | −1  | Calificare în Play-out |
| 9.  | Voluntari          | 30   | 26 | 8  | 6 | 12 | 30 | 37 | −7  | Calificare în Play-out |
| 10. | Politehnica Iași   | 29   | 26 | 8  | 5 | 13 | 28 | 31 | −3  | Calificare în Play-out |
| 11. | Chiajna            | 25   | 26 | 6  | 7 | 13 | 17 | 32 | −15 | Calificare în Play-out |
| 12. | Pandurii           | 19   | 26 | 6  | 7 | 13 | 24 | 42 | −18 | Calificare în Play-out |
| 13. | ACS Poli           | 14   | 26 | 7  | 7 | 12 | 25 | 42 | −17 | Calificare în Play-out |
| 14. | ASA Târgu Mureș    | 12   | 26 | 5  | 6 | 15 | 20 | 37 | −17 | Calificare în Play-out |

1. ↑  Din cauza nerespectării cerințelor de licențiere, CFR Cluj a fost penalizată cu șase puncte.[30][31][32]
2. ↑  Din cauza nerespectării cerințelor de licențiere, Pandurii Târgu Jiu a fost penalizată cu șase puncte.
3. ↑  Din cauza neîndeplinirii numărului minim de puncte în sezonul precedent, ACS Poli Timișoara a fost penalizată cu 14 puncte.[33]
4. ↑  Din cauza nerespectării cerințelor de licențiere, ASA Târgu Mureș a fost penalizată cu nouă puncte.[34][30]

### Pozițiile pe etapă
| Etapă/ Echipă         | 1                  | 2  | 3  | 4  | 5  | 6  | 7  | 8  | 9  | 10 | 11 | 12 | 13 | 14 | 15 | 16 | 17 | 18 | 19 | 20 | 21 | 22 | 23 | 24 | 25 | 26 |    |
| --------------------- | ------------------ | -- | -- | -- | -- | -- | -- | -- | -- | -- | -- | -- | -- | -- | -- | -- | -- | -- | -- | -- | -- | -- | -- | -- | -- | -- | -- |
| Etapă/ Echipă         | ACS Poli Timișoara | 14 | 14 | 14 | 14 | 14 | 14 | 14 | 14 | 14 | 14 | 14 | 14 | 14 | 14 | 14 | 14 | 13 | 14 | 14 | 14 | 14 | 13 | 13 | 13 | 13 | 13 |
| FC Astra Giurgiu      | 11                 | 10 | 10 | 10 | 11 | 11 | 11 | 12 | 11 | 11 | 12 | 12 | 10 | 10 | 10 | 10 | 10 | 10 | 9  | 7  | 7  | 6  | 5  | 5  | 3  | 3  |    |
| FC Botoșani           | 1                  | 1  | 5  | 6  | 6  | 4  | 2  | 5  | 3  | 4  | 4  | 4  | 4  | 4  | 7  | 7  | 7  | 7  | 7  | 8  | 8  | 8  | 8  | 9  | 8  | 8  |    |
| FC CFR Cluj           | 12                 | 12 | 12 | 12 | 12 | 12 | 12 | 11 | 10 | 9  | 8  | 7  | 8  | 6  | 5  | 5  | 5  | 5  | 5  | 6  | 6  | 7  | 6  | 6  | 4  | 4  |    |
| CS Concordia Chiajna  | 10                 | 11 | 11 | 11 | 10 | 10 | 10 | 10 | 12 | 12 | 10 | 9  | 11 | 11 | 11 | 11 | 12 | 12 | 12 | 12 | 12 | 12 | 11 | 11 | 11 | 11 |    |
| CSM Politehnica Iași  | 7                  | 3  | 1  | 5  | 5  | 5  | 8  | 9  | 7  | 8  | 9  | 11 | 12 | 12 | 12 | 12 | 11 | 11 | 11 | 11 | 10 | 9  | 9  | 10 | 10 | 10 |    |
| CS U Craiova          | 8                  | 7  | 7  | 3  | 4  | 3  | 3  | 4  | 2  | 2  | 2  | 2  | 2  | 2  | 2  | 2  | 2  | 2  | 4  | 4  | 4  | 3  | 3  | 3  | 5  | 5  |    |
| FC Dinamo București   | 2                  | 2  | 2  | 1  | 1  | 2  | 4  | 2  | 4  | 5  | 5  | 8  | 6  | 7  | 6  | 6  | 6  | 6  | 6  | 5  | 5  | 5  | 7  | 7  | 7  | 6  |    |
| CS Gaz Metan Mediaș   | 4                  | 8  | 8  | 9  | 9  | 8  | 9  | 8  | 8  | 7  | 7  | 6  | 5  | 5  | 3  | 3  | 3  | 4  | 3  | 2  | 3  | 4  | 4  | 4  | 6  | 7  |    |
| CS Pandurii Târgu Jiu | 3                  | 5  | 3  | 4  | 3  | 6  | 5  | 3  | 5  | 6  | 6  | 5  | 7  | 8  | 8  | 9  | 8  | 8  | 8  | 9  | 11 | 11 | 12 | 12 | 12 | 12 |    |
| FCSB                  | 6                  | 4  | 4  | 2  | 2  | 1  | 1  | 1  | 1  | 1  | 1  | 1  | 1  | 1  | 1  | 1  | 1  | 1  | 1  | 3  | 2  | 2  | 2  | 2  | 2  | 2  |    |
| ASA Târgu Mureș       | 13                 | 13 | 13 | 13 | 13 | 13 | 13 | 13 | 13 | 13 | 13 | 13 | 13 | 13 | 13 | 13 | 14 | 13 | 13 | 13 | 13 | 14 | 14 | 14 | 14 | 14 |    |
| FC Viitorul Constanța | 5                  | 9  | 9  | 8  | 8  | 9  | 7  | 6  | 6  | 3  | 3  | 3  | 3  | 3  | 4  | 4  | 4  | 3  | 2  | 1  | 1  | 1  | 1  | 1  | 1  | 1  |    |
| FC Voluntari          | 9                  | 6  | 6  | 7  | 7  | 7  | 6  | 7  | 9  | 10 | 11 | 10 | 9  | 9  | 9  | 8  | 9  | 9  | 10 | 10 | 9  | 10 | 10 | 8  | 9  | 9  |    |

## Play-off
Primele șase echipe din sezonul regular s-au întâlnit de două ori (10 meciuri pe echipă) pentru locuri în Liga Campionilor 2017-2018 și UEFA Europa League 2017-2018, precum și pentru a decide campioana ligii. Punctele realizate în sezonul regular s-au înjumătățit în faza play-off-ului.

### Echipele calificate
| Loc | Echipa             | Pct. |
| --- | ------------------ | ---- |
| 1   | Viitorul Constanța | 26*  |
| 2   | FCSB               | 24*  |
| 3   | Astra Giurgiu      | 22   |
| 4   | CFR Cluj           | 22*  |
| 5   | CSU Craiova        | 22*  |
| 6   | Dinamo             | 21*  |

Note
(*) - Au beneficiat de rotunjire prin adaos.

### Clasamentul play-off-ului
| Loc | Echipă                 | Pct. | MJ | V | E | Î | GM | GP | DG |  | VII | FCSB | DIN | CFR | CSU | AST |
| --- | ---------------------- | ---- | -- | - | - | - | -- | -- | -- |  | --- | ---- | --- | --- | --- | --- |
| 1. | Viitorul Constanța (C) | 44   | 10 | 5 | 3 | 2 | 12 | 8  | +4 |  | —   | 3–1  | 0–0 | 1–0 | 0–1 | 3–2 |
| 2. | FCSB                   | 44   | 10 | 6 | 2 | 2 | 15 | 7  | +8 |  | 1–1 | —    | 2–1 | 2–0 | 3–0 | 3–0 |
| 3. | Dinamo                 | 40   | 10 | 5 | 4 | 1 | 15 | 8  | +7 |  | 2–1 | 2–1  | —   | 2–0 | 0–0 | 1–1 |
| 4. | CFR Cluj               | 33   | 10 | 3 | 2 | 5 | 8  | 14 | −6 |  | 0–0 | 0–0  | 0–3 | —   | 0–3 | 3–2 |
| 5. | CSU Craiova            | 31   | 10 | 2 | 3 | 5 | 8  | 14 | −6 |  | 0–1 | 0–1  | 2–2 | 1–4 | —   | 1–3 |
| 6. | Astra Giurgiu          | 27   | 10 | 1 | 2 | 7 | 10 | 17 | −7 |  | 1–2 | 0–1  | 1–2 | 0–1 | 0–0 | —   |
| Legendă: Locurile 1, 2: Liga Campionilor 2017-18 Turul III Locurile 3, 5: Europa League 2017-18 Turul III Locul 6: Europa League 2017-18 Turul II |                        |      |    |   |   |   |    |    |    |  |     |      |     |     |     |     |

1. 1 2  FC Viitorul în față datorită înfruntărilor directe; Viitorul–FCSB 3–1, FCSB–Viitorul 1–1.
2. ↑  Deși formația CFR Cluj a terminat pe locul 4, loc ce asigura prezența în preliminariile UEFA Europa League 2017-2018, ea nu a participat în cupele europene deoarece se afla în insolvență.
3. ↑  Astra Giurgiu va juca în turul II Preliminar al UEFA Europa League 2017-2018 datorită abandonării clubului FC Voluntari, câștigătoarea Cupei României.

| Câștigătorii Ligii I, ediția 2016/2017 |
| -------------------------------------- |
| FC Viitorul Primul titlu               |

## Lider
- Notă: Această cronologie arată diferența de puncte dintre lider și locul 2 pe etape.

## Play-out
Restul de opt echipe din sezonul regular s-au întâlnit de două ori (14 meciuri pe echipă) pentru evitarea de la retrogradare. Punctele realizate în sezonul regular s-au înjumătățit în faza play-out-ului.

### Echipele calificate
| Loc | Echipa           | Pct. |
| --- | ---------------- | ---- |
| 1   | Gaz Metan        | 20*  |
| 2   | Botoșani         | 16   |
| 3   | Voluntari        | 15   |
| 4   | Politehnica Iași | 15*  |
| 5   | Chiajna          | 13*  |
| 6   | Pandurii         | 10*  |
| 7   | ACS Poli         | 7    |
| 8   | ASA Târgu Mureș  | 6    |

Note
(*) - Au beneficiat de rotunjire prin adaos.

### Clasamentul play-out-ului
| Loc                                                                                        | Echipă              | Pct. | MJ | V | E | Î | GM | GP | DG  |  | IAS | GAZ | VOL | BOT | CON | ACS | PAN | TGM |
| ------------------------------------------------------------------------------------------ | ------------------- | ---- | -- | - | - | - | -- | -- | --- |  | --- | --- | --- | --- | --- | --- | --- | --- |
| 1.                                                                                         | Politehnica Iași    | 43   | 14 | 7 | 7 | 0 | 16 | 5  | +11 |  | —   | 1–0 | 1–1 | 2–1 | 3–1 | 1–0 | 3–0 | 0–0 |
| 2.                                                                                         | Gaz Metan           | 39   | 14 | 4 | 7 | 3 | 17 | 11 | +6  |  | 0–2 | —   | 4–1 | 0–0 | 3–0 | 2–2 | 3–1 | 2–0 |
| 3.                                                                                         | Voluntari           | 37   | 14 | 6 | 4 | 4 | 17 | 16 | +1  |  | 0–0 | 2–2 | —   | 1–0 | 0–1 | 2–1 | 1–1 | 2–1 |
| 4.                                                                                         | Botoșani            | 33   | 14 | 4 | 5 | 5 | 15 | 12 | +3  |  | 0–1 | 0–0 | 3–0 | —   | 1–1 | 1–2 | 2–1 | 2–0 |
| 5.                                                                                         | Chiajna             | 29   | 14 | 4 | 4 | 6 | 14 | 18 | −4  |  | 0–0 | 1–1 | 0–2 | 2–1 | —   | 3–1 | 0–1 | 2–0 |
| 6.                                                                                         | ACS Poli (O)        | 27   | 14 | 5 | 5 | 4 | 16 | 14 | +2  |  | 1–1 | 1–0 | 1–0 | 1–1 | 0–0 | —   | 0–1 | 3–1 |
| 7.                                                                                         | Pandurii (R)        | 27   | 14 | 4 | 5 | 5 | 12 | 18 | −6  |  | 0–0 | 0–0 | 1–3 | 1–1 | 3–2 | 1–3 | —   | 1–0 |
| 8.                                                                                         | ASA Târgu Mureș (R) | 14   | 14 | 1 | 5 | 8 | 5  | 18 | −13 |  | 1–1 | 0–0 | 0–2 | 0–2 | 2–1 | 0–0 | 0–0 | —   |
| Legendă: Locul 6: Calificare în Baraj Locurile 7, 8: Retrogradare în Liga a II-a 2017-2018 |                     |      |    |   |   |   |    |    |     |  |     |     |     |     |     |     |     |     |

### Pozițiile pe etapă
| Etapă/ Echipă        | 1                  | 2  | 3  | 4  | 5  | 6  | 7  | 8  | 9  | 10 | 11 | 12 | 13 | 14 |    |
| -------------------- | ------------------ | -- | -- | -- | -- | -- | -- | -- | -- | -- | -- | -- | -- | -- | -- |
| Etapă/ Echipă        | ACS Poli Timișoara | 13 | 11 | 12 | 12 | 11 | 11 | 11 | 11 | 11 | 11 | 11 | 12 | 12 | 12 |
| Botoșani             | 10                 | 9  | 9  | 9  | 9  | 9  | 9  | 10 | 10 | 9  | 10 | 10 | 10 | 10 |    |
| Concordia Chiajna    | 11                 | 12 | 13 | 13 | 13 | 13 | 13 | 13 | 12 | 12 | 12 | 13 | 13 | 11 |    |
| CSM Politehnica Iași | 8                  | 8  | 8  | 7  | 7  | 7  | 7  | 7  | 7  | 7  | 7  | 7  | 7  | 7  |    |
| Gaz Metan Mediaș     | 7                  | 7  | 7  | 8  | 8  | 8  | 8  | 8  | 8  | 8  | 8  | 8  | 8  | 8  |    |
| Pandurii Târgu Jiu   | 12                 | 13 | 11 | 11 | 12 | 12 | 12 | 12 | 13 | 13 | 13 | 11 | 11 | 13 |    |
| Târgu Mureș          | 14                 | 14 | 14 | 14 | 14 | 14 | 14 | 14 | 14 | 14 | 14 | 14 | 14 | 14 |    |
| Voluntari            | 9                  | 10 | 10 | 10 | 10 | 10 | 10 | 9  | 9  | 10 | 9  | 9  | 9  | 9  |    |

## Golgheteri
Actualizat la data de 6 iunie 2017.
| Loc | Jucător         | Club                                | Goluri |
| --- | --------------- | ----------------------------------- | ------ |
| 1   | Azdren Llullaku | Gaz Metan Mediaș                    | 16     |
| 2   | Cristian Bud    | CFR Cluj                            | 11     |
| 2   | Aurelian Chițu  | FC Viitorul                         | 11     |
| 2   | Denis Alibec    | Astra Giurgiu / Steaua București    | 11     |
| 2   | Adam Nemec      | Dinamo București                    | 11     |
| 2   | Andrei Cristea  | Politehnica Iași                    | 11     |
| 7   | Harlem Gnohéré  | Dinamo București / Steaua București | 10     |

## Parade
Actualizat la data de 6 iunie 2017.
| Loc | Jucător             | Club               | Parade* |
| --- | ------------------- | ------------------ | ------- |
| 1   | Branko Grahovac     | Politehnica Iași   | 13      |
| 1   | Florin Niță         | Steaua București   | 13      |
| 3   | Victor Râmniceanu   | FC Viitorul        | 12      |
| 3   | Silviu Lung Jr.     | Astra Giurgiu      | 12      |
| 3   | Nicolae Calancea    | CSU Craiova        | 12      |
| 6   | Cristian Bălgrădean | Concordia Chiajna  | 1       |
| 7   | Cătălin Straton     | ACS Poli Timișoara | 10      |
| 8   | Plamen Iliev        | FC Botoșani        | 8       |
| 9   | Mihai Mincă         | CFR Cluj           | 7       |
| 9   | Dragoș Balauru      | FC Voluntari       | 7       |
| 9   | Alexandru Greab     | Gaz Metan Mediaș   | 7       |
| 10  | Jaime Penedo        | Dinamo București   | 6       |
| 10  | Eduard Pap          | ASA                | 6       |

* Sunt luați în considerar doar portarii care au jucat toate cele 90 de minute de joc.

## Premii
| Luna       | Jucătorul lunii    | Jucătorul lunii    | Referințe |
| Luna       | Jucător            | Club               | Referințe |
| ---------- | ------------------ | ------------------ | --------- |
| August     | Dorin Rotariu      | Dinamo București   | [ 37 ]    |
| Septembrie | Cristian Bud       | CFR Cluj           | [ 38 ]    |
| Octombrie  | Valentin Lazăr     | Dinamo București   | [ 39 ]    |
| Noiembrie  | Liviu Antal        | Pandurii Târgu Jiu | [ 40 ]    |
| Decembrie  | Constantin Budescu | Astra Giurgiu      | [ 41 ]    |
| Februarie  | Florinel Coman     | FC Viitorul        | [ 42 ]    |
| Martie     | Ciprian Deac       | CFR Cluj           | [ 43 ]    |
| Aprilie    | Sergiu Hanca       | Dinamo București   | [ 44 ]    |
| Mai        | Denis Alibec       | Steaua București   | [ 45 ]    |

## Clasament total
Acesta este un clasament neoficial cu toate punctele adunate de fiecare echipă în acest sezon, sezon regular + play-off/play-out.
| Loc | Echipă             | Pct. | MJ | V  | E  | Î  | GM | GP | DG  | Unde a jucat |
| --- | ------------------ | ---- | -- | -- | -- | -- | -- | -- | --- | ------------ |
| 1.  | Viitorul Constanța | 69   | 36 | 21 | 6  | 9  | 51 | 30 | +21 | Play-off     |
| 2.  | FCSB               | 67   | 36 | 19 | 10 | 7  | 49 | 29 | +20 | Play-off     |
| 3.  | Dinamo             | 60   | 36 | 17 | 9  | 10 | 55 | 41 | +14 | Play-off     |
| 4.  | CFR Cluj           | 60   | 36 | 17 | 9  | 10 | 50 | 37 | +13 | Play-off     |
| 5.  | CSU Craiova        | 52   | 36 | 15 | 7  | 14 | 44 | 40 | +4  | Play-off     |
| 6.  | Astra Giurgiu      | 49   | 36 | 14 | 7  | 15 | 42 | 45 | −3  | Play-off     |
| 7.  | Gaz Metan          | 58   | 40 | 14 | 16 | 10 | 53 | 38 | +15 | Play-out     |
| 8.  | Politehnica Iași   | 57   | 40 | 15 | 12 | 13 | 44 | 36 | +8  | Play-out     |
| 9.  | Voluntari          | 52   | 40 | 14 | 10 | 16 | 47 | 53 | −6  | Play-out     |
| 10. | Botoșani           | 49   | 40 | 13 | 10 | 17 | 45 | 43 | +2  | Play-out     |
| 11. | ACS Poli           | 48   | 40 | 12 | 12 | 16 | 41 | 56 | −15 | Play-out     |
| 12. | Pandurii           | 42   | 40 | 10 | 12 | 18 | 36 | 60 | −24 | Play-out     |
| 13. | Chiajna            | 41   | 40 | 10 | 11 | 19 | 31 | 50 | −19 | Play-out     |
| 14. | ASA Târgu Mureș    | 29   | 40 | 6  | 11 | 23 | 25 | 55 | −30 | Play-out     |